# Antonia et ses filles
Pour les articles homonymes, voir Antonia.
Pour plus de détails, voir Fiche technique et Distribution.
Antonia et ses filles (Antonia) est un film belgo-britannico-néerlandais réalisé par Marleen Gorris, sorti en 1995.

## Synopsis
À la fin de la guerre, la très indépendante Antonia rentre avec sa fille Danielle au village où elle est née, aux Pays-Bas. Les deux femmes fonderont une grande famille élargie de type matriarcal. Pendant les quarante années racontées par le film il arrive de tout : amours, mort, travail, religion, sexe, haine et vengeance, mais aussi philosophie, courage et poésie. Un matin Antonia se réveille en sachant que ce jour sera le dernier de sa vie. Elle réunit tout son "clan" et meurt entourée par ses chers.

## Fiche technique
Sauf indication contraire, les informations mentionnées dans cette section peuvent être confirmées par la base de données cinématographiques IMDb,  présente dans la section « Liens externes ».
- Titre original : Antonia
- Titre français : Antonia et ses filles
- Titre américain : Antonia's Line
- Réalisation : Marleen Gorris
- Scénario : Marleen Gorris
- Production : Gerard Cornelisse, Judy Counihan, Hans De Weers, Hans de Wolf, Antonino Lombardo, Margaret Matheson et Wim Odé
- Musique : Ilona Sekacz
- Photographie : Willy Stassen
- Montage : Wim Louwrier et Michiel Reichwein
- Pays de production : Pays-Bas
- Format : Couleurs - 1,85:1 - Dolby Digital
- Genre : Comédie dramatique, Romance
- Durée : 102 minutes (1 h 42)
- Dates de sortie :
  - Canada : 12 septembre 1995 au Festival du film de Toronto
  - Pays-Bas : 21 septembre 1995
  - États-Unis : 2 février 1996
  - France : 16 avril 1997
- Classification :
  -  France : tous publics[1]

## Distribution
- Willeke van Ammelrooy : Antonia
- Els Dottermans : Danielle
- Dora van der Groen : Allegonde
- Veerle van Overloop : Thérèse
- Esther Vriesendorp : Thérèse (13 ans)
- Carolien Spoor : Thérèse (6 ans)
- Elsie de Brauw : Lara
- Jan Decleir : Boer Bas
- Victor Löw : Harry
- Carlo van Dam : Simon (6 ans)
- Marina de Graaf ; Deedee
- Wimie Wilhelm : Letta
- Reinout Bussemaker : Simon
- Dirk Zeelenberg

## Autour du film
La ferme filmée se trouve à Eygelshoven, dans le Limbourg néerlandais. Les scènes de village ont été tournées à Neuville-lez-Beaulieu, dans le département français des Ardennes.

## Récompense
- Oscars du cinéma de 1996 : Oscar du meilleur film en langue étrangère